# Раздольный (Воронежская область)
Раздольный — хутор в Бобровском районе Воронежской области.
Входит в состав Никольского сельского поселения.

## Население
| 2000 | 2005 | 2010 |
| ---- | ---- | ---- |
| 106  | ↗109 | ↘71  |